# Lapynų apylinkės
Lapynų apylinkės este o arie protejată (sit de importanță comunitară — SCI) din Lituania întinsă pe o suprafață de 868,65 ha, integral pe uscat.

## Localizare
Centrul sitului Lapynų apylinkės este situat la coordonatele 55°26′32″N 21°33′10″E / 55.4422°N 21.5527°E.

## Înființare
Situl Lapynų apylinkės a fost declarat sit de importanță comunitară în august 2016 pentru a proteja un număr necunoscut de specii din flora spontană și fauna sălbatică aflate în arealul zonei.

## Biodiversitate
Situată în ecoregiunea boreală, aria protejată conține 9 habitate naturale: Lacuri eutrofice naturale cu vegetație de tip Magnopotamion sau Hydrocharition, Formațiuni ierboase bogate în specii de Nardus, dezvoltate pe substraturi silicioase în zone montane (și în zone submontane, în Europa continentală), Pajiști fino-scandinave uscate până la mezice, bogate în specii de altitudine mică, Pajiști aluvionare boreale nordice, Fânețe de joasă altitudine (Alopecurus pratensis, Sanguisorba officinalis), Taiga vestică, Păduri acidofile de stejar bătrân cu Quercus robur pe câmpii nisipoase, Mlaștini împădurite, Păduri aluvionare cu Alnus glutinosa și Fraxinus excelsior (Alno-Padion, Alnion incanae, Salicion albae).
La baza desemnării sitului se află un număr nedeclarat de specii protejate.